# Rolls-Royce Vulture
A Rolls-Royce Vulture egy második világháború idején alkalmazott brit repülőgépmotor volt. Különlegessége abban állt, hogy ez a típus volt az egyetlen sorozatgyártásban alkalmazott X-hengerelrendezésű repülőgépmotor. 

## Jellemzők
A típus 24 hengeres X-motor volt. A hengerek furata 127 mm, lökethossza 139,7 mm volt, ami révén a 24 henger összesített lökettérfogata 42,47 liter volt. A típust gyakorlatilag úgy hozták létre, hogy két V-motort egymáshoz képest 180 fokkal elforgatva egy közös tengelyre kötöttek. A típus 1780 lóerőt tudott leadni 2850/perc fordulatszámon.
Az X-motoroknak alapvetően az volt az előnye, hogy azonos számú henger esetén rövidebbek voltak, mint egy V-motor. Viszont mellette nagyon bonyolultak is voltak, ami a megbízhatóságnak nem volt előnyös.

## Fejlesztési problémák és alkalmazás
A típus egyetlen jelentősebb alkalmazása az Avro Manchester bombázógép volt. A Vulture ugyan gyártásba került a világháború folyamán, de 1942-ben megszüntették, miután a gyártó és a brit hatóságok közösen arra a következtetésre jutottak, hogy nem éri meg foglalkozni a típussal.
A Vulture-ral alapvetően az volt a probléma, hogy nem lehetett vele elérni a tervezett teljesítményt, mivel a megbízhatósági problémák miatt a teljesítményt le kellett korlátozni. A korlátozást úgy valósították meg, hogy a fordulatszám nem érhette el a tervezett 3000/perc értéket, hanem 2850/perc értékre volt korlátozva.
Egy másik probléma az volt a típussal, hogy ugyan megtervezték és sorozatgyártásba került, de a Rolls-Royce-nak nem volt kapacitása arra, hogy foglalkozzon a típus fejlesztésével. Ez hozzájárult ahhoz, hogy a cég legjelentősebb motortípusa, a Merlin hatékonyabbá vált nála.